# Józefa Kisielnicka
Józefa Kisielnicka ps. „Esteja” (ur. 1859 w Broniszewicach, zm. 22 czerwca 1941 w Warszawie) – polska pisarka i działaczka społeczna z przełomu XIX i XX wieku.

## Życiorys
Józefa Kisielnicka pochodziła z rodziny ziemiańskiej. Była córką Andrzeja Skórzewskiego i Anna z Unrugów. Około 1865, gdy rodzice utracili majątek, zamieszkała wraz z nimi w Montrealu w Kanadzie. Uczyła się tam w szkole Sacré Cour. Po powrocie do kraju w 1878 zamieszkała w Poznaniu, gdzie pracowała na pensji Anastazji Warnk. Następnie była nauczycielką w domach ziemiańskich. Będąc sekretarką ks. Katarzyny Radziwiłłowej, odbywała podróże do Kairu oraz guberni tambowskiej. Działalność literacką rozpoczęła w 1889, publikując pod pseudonimem „Esteja” utwory beletrystyczne o tematyce „salonowej” m.in. w czasopismach „Gazeta Lwowska” (do 1893) i „Kurier Warszawski” (do 1904). Utwory cieszyły się dużą popularnością wśród czytelników, jednak wśród krytyków nie zdobyły uznania. Około 1894 wyszła za mąż za ziemianina Kazimierza Kisielnickiego i zamieszkała w Korzenistem. Zarzuciła wtedy prawie zupełnie działalność literacką, zajęła się zaś pracą społeczną. W 1905 brała udział w demonstracjach, za co odpowiadała przez władzami carskimi. Podczas I wojny światowej działała w Radzie Głównej Opiekuńczej. W 1933 zamieszkała w Dzierzbi. W 1938 została odznaczona Krzyżem Kawalerskim Orderu Odrodzenia Polski.

## Twórczość
- Kartki z życia kobiety, powieść, Warszawa 1890, wyd. nast. Warszawa 1892, wyróżniona na konkursie „Kuriera Warszawskiego” w 1888.
- Fuga Bacha, powieść, Warszawa 1891
- Mój testament, Mea. Obrazek kanadyjski, W sercu garbuska, Kraków 1891
- Za oceanem[1], powieść, Warszawa 1891, przekład francuski ok. 1897
- W sieci pajęczej, powieść, Warszawa 1892
- We czworo, powieść, Warszawa 1892, współautorka: Własta (J. Dunin-Karwicka)
- Kto zwycięzcą? nowele, Warszawa 1893
- Królewicz Kędziorek i królewna Perełka[2], Warszawa 1894, wyd. nast. Warszawa 1908
- Mgławica[3], powieść, tomy 1–2, Warszawa 1895
- Nina, powieść, Warszawa 1903
- Ironia życia, powieść, Warszawa 1904

Józefa Kisielnicka w utworach publikowanych na łamach wymienionych czasopism, m.in. w ,,Kurierze Warszawskim” czy ,,Bluszczu”, opisywała kobiety, których obraz mógłby być zdefiniowany jako negatywny. Bohaterki jej utworów ukazane zostały jako kobiety małostkowe, poszukujące doraźnych wrażeń w zainteresowaniach pozadomowych, ograniczonych jedynie do przyjemności związanych wyłącznie z rozrywką, w tym z tzw. życiem salonowym. Pisarka w dużej mierze wzorowała się na powieści francuskiej.

## Działalność społeczna i poglądy
Józefa Kisielnicka należała do najaktywniejszych, pod względem zaangażowania w życie społeczne, kobiet swojego otoczenia. Przez większość życia związana była z obszarem wiejskim, reprezentowała także ziemianki zaangażowane w społeczne życie kobiet, będąc przedstawicielką ziemiańskich elit wiejskich ziemi łomżyńskiej. Należy jednak nadmienić, że z przykładowego opisu licznych zajęć Józefy Kisielnickiej, ujętego w jej pamiętnikach, a dotyczących prowadzenia domu i gospodarstwa domowego czy spraw rodzinnych, wyłania się katalog jej głównych obowiązków codziennych. Aktywność społeczna czy pisarska były dodatkową formą jej działalności. Wpływ na poglądy Józefy Kisielnickiej w kwestii wzorów życia publicznego kobiet miało środowisko rodzinne i lokalne, w którym spędzała życie. Większość polskich ziemianek prowincji ziemi łomżyńskiej wyrażała poglądy konserwatywne w kwestii miejsca kobiety w społeczeństwie i jej udziału w przestrzeni życia publicznego. 
Polem głównej aktywności kobiety było środowisko domowe, rodzina, ewentualnie praca społeczna na rzecz lokalnej społeczności, natomiast aktywność publiczna była sferą działalności zarezerwowaną wyłącznie dla mężczyzn. Co prawda dopuszczano możliwość publicznych działań kobiet (nie mogły one jednak dotyczyć np. polityki), które ograniczać się głównie miały do kwestii charytatywnych i oświatowych. Akceptowana była, również przez mężów, aktywność kobiet w zakresie pisarstwa, jeśli nie poruszało ono spraw politycznych i szeroko rozumianej walki kobiet o równouprawnienie czy tematyki feminizmu. Taki tradycyjny wzorzec miejsca kobiety w społeczeństwie aprobowany był także przez większość kobiet ze środowisk ziemiańskich ziemi łomżyńskiej.
Kisielnicką ceniono w lokalnym środowisku ziemiańskim za powoływanie przez nią np. szkół dla dzieci wiejskich. Ponadto wśród chłopskiej lokalnej społeczności była propagatorką zasad higieny i podstaw medycyny. W 1903 roku, wykorzystując własne środki finansowe, utworzyła izbę porodową dla kobiet. We wspomnieniach o jej życiu zanotowano, że „był to cichutki pokoik z przedpokojem i kuchnią, zaopatrzony we wszelkie narzędzia ówczesnej medycyny. Do każdego porodu sprowadzano fachową akuszerkę, wytypowaną przez lekarza powiatowego, która pielęgnowała położnicę i dokonywała pierwszych zabiegów poporodowych zarówno przy matce jak i przy dziecku”. Opiekowała się również czytelnictwem i szerzeniem słowa drukowanego wśród społeczności wiejskiej, organizując na terenach wsi bibliotekę.